# Mistrzostwa Świata w Hokeju na Lodzie Kobiet 2023 (elita)
Mistrzostwa Świata w Hokeju na Lodzie Kobiet Elity 2023 odbyły się w dniach od 5 do 16 kwietnia 2023 w Kanadzie.

## Organizacja
Jako miasto organizatora i obiekt wybrano: Brampton (CAA Centre).
Lodowisko
| CAA Centre Pojemność: 5 000 |
| --------------------------- |
|                             |
| Kanada – Brampton           |

W tej części mistrzostw uczestniczyło 10 najlepszych kobiecych reprezentacji na świecie. System rozgrywania meczów był inny niż w niższych dywizjach. Najpierw wszystkie drużyny uczestniczyły w fazie grupowej, podzielone na dwie grupy. Wszystkie drużyny z grupy A, automatycznie awansowały do ćwierćfinału. Pierwsze trzy drużyny z grupy B spotkały się również w ćwierćfinale. Dwie najsłabsze drużyny z grupy B spadły do Dywizji I Grupy A.

## Sędziowie
IIHF wyznaczyło 12 głównych arbitrów oraz 11 liniowych. Oto lista wybranych
| Sędziowie główni: - Kelly Cooke - Brandy Dewar - Tijana Haack - Samantha Hiller - Julia Kainberger - Agnese Kārkliņa - Cianna Lieffers - Elizabeth Mantha - Shauna Neary - Anniina Nurmi - Chelsea Rapin - Amanda Tassoni | Liniowi - Sarah Buckner - Jennifer Cameron - Jessica Chartrand - Zóra Gottlibet - Erika Greenen - Anna Hammar - Magdalena Jonáková - Amy Lack - Tiina Saarimäki - Kamila Smetková - Justine Todd - Erin Zach |

## Grupa A
Tabela
| Lp. | Zespół            | M | Pkt | Z | Zd | Pd | P | G+ | G- | +/− |
| --- | ----------------- | - | --- | - | -- | -- | - | -- | -- | --- |
| 1   | Kanada            | 4 | 11  | 3 | 1  | 0  | 0 | 18 | 4  | +14 |
| 2   | Stany Zjednoczone | 4 | 10  | 3 | 0  | 1  | 0 | 25 | 8  | +17 |
| 3   | Czechy            | 4 | 5   | 1 | 1  | 0  | 2 | 10 | 14 | -4  |
| 4   | Szwajcaria        | 4 | 3   | 1 | 0  | 0  | 3 | 7  | 21 | -14 |
| 5   | Japonia           | 4 | 1   | 0 | 0  | 1  | 3 | 5  | 18 | -13 |

    = awans do ćwierćfinałów
Wyniki
| 5 kwietnia 2023 | Stany Zjednoczone | 7:1 | Japonia | CAA Centre, Brampton |

| Szczegóły      | Szczegóły | Szczegóły       | Szczegóły          | Szczegóły                                                                                                  |
| -------------- | --- | --------------- | ------------------ | --- |
| Godzina: 15:00 | M. Keller (EQ) 09:29 A. Carpenter (PP) 14:44 A. Carpenter (EQ) 21:52 T. Heise (EQ) 22:43 H. Bilka (EQ) 45:07 A. Murphy (EQ) 54:16 H. Knight (EQ) 57:09 | (2:1, 2:0, 3:0) | 08:14 (EQ) H. Toko | Widzów: 894 Sędzia główny: Agnese Kārkliņa Cianna Lieffers Sędziowie liniowi: Tiina Saarimäki Justine Todd |
| Godzina: 15:00 | 4 min. kar |                 | 4 min. kar         | Widzów: 894 Sędzia główny: Agnese Kārkliņa Cianna Lieffers Sędziowie liniowi: Tiina Saarimäki Justine Todd |

| 5 kwietnia 2023 | Kanada | 4:0 | Szwajcaria | CAA Centre, Brampton |

| Szczegóły      | Szczegóły                                                                              | Szczegóły       | Szczegóły   | Szczegóły                                                                                                |
| -------------- | -------------------------------------------------------------------------------------- | --------------- | ----------- | --- |
| Godzina: 19:00 | N. Spooner (EQ) 11:42 S. Nurse (PP) 14:27 R. Johnston (PP) 21:44 S. Fillier (EQ) 54:07 | (2:0, 1:0, 1:0) |             | Widzów: 3510 Sędzia główny: Anniina Nurmi Amanda Tassoni Sędziowie liniowi: Zóra Gottlibet Erika Greenen |
| Godzina: 19:00 | 12 min. kar                                                                            |                 | 14 min. kar | Widzów: 3510 Sędzia główny: Anniina Nurmi Amanda Tassoni Sędziowie liniowi: Zóra Gottlibet Erika Greenen |

| 6 kwietnia 2023 | Japonia | 1:2 pd. | Czechy | CAA Centre, Brampton |

| Szczegóły      | Szczegóły           | Szczegóły            | Szczegóły                                      | Szczegóły                                                                                         |
| -------------- | ------------------- | -------------------- | ---------------------------------------------- | ------------------------------------------------------------------------------------------------- |
| Godzina: 15:00 | R. Ukita (EQ) 43:14 | (0:1, 0:0, 1:0, 0:1) | 19:23 (EQ) D. Pejšová 63:16 (EQ/EA) K. Mrázová | Widzów: 568 Sędzia główny: Kelly Cooke Chelsea Rapin Sędziowie liniowi: Kamila Smetková Erin Zach |
| Godzina: 15:00 | 2 min. kar          |                      | 2 min. kar                                     | Widzów: 568 Sędzia główny: Kelly Cooke Chelsea Rapin Sędziowie liniowi: Kamila Smetková Erin Zach |

| 7 kwietnia 2023 | Szwajcaria | 1:9 | Stany Zjednoczone | CAA Centre, Brampton |

| Szczegóły      | Szczegóły            | Szczegóły       | Szczegóły | Szczegóły |
| -------------- | -------------------- | --------------- | --- | --- |
| Godzina: 11:00 | R. Enzler (PP) 50:27 | (0:4, 0:2, 1:3) | 00:07 (EQ) A. Murphy 15:19 (PP) C. Harvey 15:42 (EQ) H. Bilka 16:56 (EQ) R. Gilmore 28:23 (EQ) A. Roque 38:04 (EQ) A. Kessel 47:45 (PP) C. Harvey 55:00 (PP) C. Barnes 59:31 (EQ) G. Hughes | Widzów: 2227 Sędzia główny: Samantha Hiller Julia Kainberger Sędziowie liniowi: Jennifer Cameron Jessica Chartrand |
| Godzina: 11:00 | 10 min. kar          |                 | 27 min. kar | Widzów: 2227 Sędzia główny: Samantha Hiller Julia Kainberger Sędziowie liniowi: Jennifer Cameron Jessica Chartrand |

| 7 kwietnia 2023 | Czechy | 1:5 | Kanada | CAA Centre, Brampton |

| Szczegóły      | Szczegóły              | Szczegóły       | Szczegóły | Szczegóły                                                                                     |
| -------------- | ---------------------- | --------------- | --- | --------------------------------------------------------------------------------------------- |
| Godzina: 19:00 | N. Mlýnková (EQ) 18:27 | (1:2, 0:1, 0:2) | 08:03 (EQ) M.-P.Poulin 18:52 (EQ) R. Fast 38:57 (EQ) B. Turnbull 42:16 (EQ) M.-P.Poulin 54:40 (EQ) L. Stacey | Widzów: 4036 Sędzia główny: Brandy Dewar Shauna Neary Sędziowie liniowi: Anna Hammar Amy Lack |
| Godzina: 19:00 | 12 min. kar            |                 | 10 min. kar                                                                                                  | Widzów: 4036 Sędzia główny: Brandy Dewar Shauna Neary Sędziowie liniowi: Anna Hammar Amy Lack |

| 8 kwietnia 2023 | Japonia | 0:5 | Kanada | CAA Centre, Brampton |

| Szczegóły      | Szczegóły  | Szczegóły       | Szczegóły                                                                                                  | Szczegóły |
| -------------- | ---------- | --------------- | --- | --- |
| Godzina: 19:00 |            | (0:2, 0:2, 0:1) | 03:56 (EQ) B. Jenner 08:03 (EQ) S. Fillier 23:34 (PP) S. Nurse 38:35 (EQ) N. Spooner 56:41 (EQ) S. Fillier | Widzów: 3755 Sędzia główny: Tijana Haack Elizabeth Mantha Sędziowie liniowi: Sarah Buckner Magdalena Jonáková |
| Godzina: 19:00 | 4 min. kar |                 | 8 min. kar                                                                                                 | Widzów: 3755 Sędzia główny: Tijana Haack Elizabeth Mantha Sędziowie liniowi: Sarah Buckner Magdalena Jonáková |

| 9 kwietnia 2023 | Stany Zjednoczone | 6:2 | Czechy | CAA Centre, Brampton |

| Szczegóły      | Szczegóły | Szczegóły       | Szczegóły                                    | Szczegóły                                                                                               |
| -------------- | --- | --------------- | -------------------------------------------- | --- |
| Godzina: 15:00 | M. Keller (EQ) 06:27 H. Scamurra (EQ) 16:11 L. Eden (EQ) 20:45 T. Janecke (EQ) 30:42 H. Knight (EQ) 41:22 A. Roque (SH) 48:51 | (2:2, 2:0, 2:0) | 07:59 (PP) D. Křížová 13:06 (EQ) S. Čajanová | Widzów: 2149 Sędzia główny: Elizabeth Mantha Anniina Nurmi Sędziowie liniowi: Jennifer Cameron Amy Lack |
| Godzina: 15:00 | 49 min. kar |                 | 8 min. kar                                   | Widzów: 2149 Sędzia główny: Elizabeth Mantha Anniina Nurmi Sędziowie liniowi: Jennifer Cameron Amy Lack |

| 10 kwietnia 2023 | Szwajcaria | 4:3 | Japonia | CAA Centre, Brampton |

| Szczegóły      | Szczegóły                                                                                | Szczegóły       | Szczegóły                                                      | Szczegóły                                                                                                  |
| -------------- | ---------------------------------------------------------------------------------------- | --------------- | -------------------------------------------------------------- | --- |
| Godzina: 15:00 | L. Christen (PP) 26:32 N. Vallario (EQ) 26:53 A. Müller (EQ) 47:57 L. Stalder (EQ) 50:54 | (0:2, 2:1, 2:0) | 06:08 (EQ) R. Koyama 11:21 (PP) Y. Enomoto 34:26 (EQ) A. Shiga | Widzów: 1101 Sędzia główny: Julia Kainberger Amanda Tassoni Sędziowie liniowi: Anna Hammar Tiina Saarimäki |
| Godzina: 15:00 | 6 min. kar                                                                               |                 | 4 min. kar                                                     | Widzów: 1101 Sędzia główny: Julia Kainberger Amanda Tassoni Sędziowie liniowi: Anna Hammar Tiina Saarimäki |

| 10 kwietnia 2023 | Kanada | 4:3 pk. | Stany Zjednoczone | CAA Centre, Brampton |

| Szczegóły      | Szczegóły                                                                                         | Szczegóły                 | Szczegóły                                                           | Szczegóły                                                                                                 |
| -------------- | ------------------------------------------------------------------------------------------------- | ------------------------- | ------------------------------------------------------------------- | --- |
| Godzina: 19:00 | S. Fillier (EQ) 12:38 M.-P. Poulin (PP2) 23:08 L. Stacey (EQ/ENG) 57:33 J. L. Rattray (GWG) 65:00 | (1:1, 1:0, 1:2, 0:0, 1:0) | 08:45 (PP) H. Bilka 59:21 (EQ/EA) H. Knight 59:56 (EQ/EA) A. Kessel | Widzów: 4322 Sędzia główny: Samantha Hiller Cianna Lieffers Sędziowie liniowi: Sarah Buckner Justine Todd |
| Godzina: 19:00 | 10 min. kar                                                                                       |                           | 14 min. kar                                                         | Widzów: 4322 Sędzia główny: Samantha Hiller Cianna Lieffers Sędziowie liniowi: Sarah Buckner Justine Todd |

| 11 kwietnia 2023 | Czechy | 5:2 | Szwajcaria | CAA Centre, Brampton |

| Szczegóły      | Szczegóły | Szczegóły       | Szczegóły                                  | Szczegóły                                                                                           |
| -------------- | --- | --------------- | ------------------------------------------ | --------------------------------------------------------------------------------------------------- |
| Godzina: 19:00 | A. Šapovalivová (EQ) 00:52 M. Pejzlová (EQ) 13:26 A. Mills (EQ) 19:00 K. Hymlarová (PP) 39:08 T. Pištěková (EQ) 42:04 | (3:0, 1:0, 1:2) | 40:29 (EQ) L. Stalder 50:08 (EQ) A. Müller | Widzów: 1119 Sędzia główny: Kelly Cooke Tijana Haack Sędziowie liniowi: Jessica Chartrand Erin Zach |
| Godzina: 19:00 | 4 min. kar |                 | 8 min. kar                                 | Widzów: 1119 Sędzia główny: Kelly Cooke Tijana Haack Sędziowie liniowi: Jessica Chartrand Erin Zach |

## Grupa B
Tabela
| Lp. | Zespół    | M | Pkt | Z | Zd | Pd | P | G+ | G- | +/− |
| --- | --------- | - | --- | - | -- | -- | - | -- | -- | --- |
| 1   | Finlandia | 4 | 12  | 4 | 0  | 0  | 0 | 26 | 3  | +23 |
| 2   | Niemcy    | 4 | 9   | 3 | 0  | 0  | 1 | 11 | 6  | +5  |
| 3   | Szwecja   | 4 | 6   | 2 | 0  | 0  | 2 | 18 | 14 | +4  |
| 4   | Węgry     | 4 | 3   | 1 | 0  | 0  | 3 | 7  | 15 | -8  |
| 5   | Francja   | 4 | 0   | 0 | 0  | 0  | 4 | 5  | 29 | -24 |

    = awans do ćwierćfinałów     = spadek do dywizji I grupy A
Wyniki
| 5 kwietnia 2023 | Francja | 1:14 | Finlandia | CAA Centre, Brampton |

| Szczegóły      | Szczegóły           | Szczegóły       | Szczegóły | Szczegóły                                                                                             |
| -------------- | ------------------- | --------------- | --- | --- |
| Godzina: 11:00 | E. Duvin (EQ) 20:36 | (0:6, 1:3, 0:5) | 05:19 (SH) P. Nieminen 06:03 (SH) J. Nylund 08:27 (EQ) E. Vesa 15:37 (EQ) E. Vesa 16:33 (EQ) N. Tulus 18:04 (EQ) J. Liikala 21:53 (EQ) J. Nylund 23:51 (EQ) R. Lindstedt 30:41 (EQ) N. Laitinen 42:34 (EQ) V. Vainikka 48:32 (EQ) V. Vainikka 51:57 (EQ) P. Nieminen 56:08 (PP) J. Nylund 58:38 (EQ) R. Savolainen | Widzów: 705 Sędzia główny: Julia Kainberger Shauna Neary Sędziowie liniowi: Jennifer Cameron Amy Lack |
| Godzina: 11:00 | 6 min. kar          |                 | 4 min. kar | Widzów: 705 Sędzia główny: Julia Kainberger Shauna Neary Sędziowie liniowi: Jennifer Cameron Amy Lack |

| 6 kwietnia 2023 | Niemcy | 6:2 | Szwecja | CAA Centre, Brampton |

| Szczegóły      | Szczegóły | Szczegóły       | Szczegóły                                     | Szczegóły |
| -------------- | --- | --------------- | --------------------------------------------- | --- |
| Godzina: 11:00 | F. Feldmeier (PP) 18:15 L. Kluge (EQ) 24:47 C. Haider (EQ) 25:31 S. Voigt (EQ) 33:05 C. Haider (EQ) 47:21 F. Feldmeier (EQ/ENG) 55:07 | (1:1, 3:1, 2:0) | 00:10 (EQ) H. Svensson 25:50 (EQ) H. Svensson | Widzów: 1021 Sędzia główny: Tijana Haack Samantha Hiller Sędziowie liniowi: Jessica Chartrand Magdalena Jonáková |
| Godzina: 11:00 | 2 min. kar |                 | 6 min. kar                                    | Widzów: 1021 Sędzia główny: Tijana Haack Samantha Hiller Sędziowie liniowi: Jessica Chartrand Magdalena Jonáková |

| 6 kwietnia 2023 | Francja | 2:4 | Węgry | CAA Centre, Brampton |

| Szczegóły      | Szczegóły                                   | Szczegóły       | Szczegóły                                                                            | Szczegóły                                                                                              |
| -------------- | ------------------------------------------- | --------------- | ------------------------------------------------------------------------------------ | --- |
| Godzina: 19:00 | E. Duvin (EQ) 42:59 A. Locatelli (PP) 48:07 | (0:2, 0:1, 2:1) | 05:46 (EQ) A. Huszák 11:41 (PP) R. Metzler 37:50 (EQ) A. Huszák 52:40 (PP) R. Dabasi | Widzów: 1072 Sędzia główny: Brandy Dewar Elizabeth Mantha Sędziowie liniowi: Sarah Buckner Anna Hammar |
| Godzina: 19:00 | 31 min. kar                                 |                 | 6 min. kar                                                                           | Widzów: 1072 Sędzia główny: Brandy Dewar Elizabeth Mantha Sędziowie liniowi: Sarah Buckner Anna Hammar |

| 7 kwietnia 2023 | Finlandia | 3:0 | Niemcy | CAA Centre, Brampton |

| Szczegóły      | Szczegóły                                                         | Szczegóły       | Szczegóły  | Szczegóły                                                                                                 |
| -------------- | ----------------------------------------------------------------- | --------------- | ---------- | --- |
| Godzina: 15:00 | R. Lindstedt (PP) 13:18 E. Vesa (EQ) 15:59 V. Vainikka (EQ) 28:39 | (2:0, 1:0, 0:0) |            | Widzów: 1532 Sędzia główny: Agnese Kārkliņa Amanda Tassoni Sędziowie liniowi: Zóra Gottlibet Justine Todd |
| Godzina: 15:00 | 4 min. kar                                                        |                 | 4 min. kar | Widzów: 1532 Sędzia główny: Agnese Kārkliņa Amanda Tassoni Sędziowie liniowi: Zóra Gottlibet Justine Todd |

| 8 kwietnia 2023 | Szwecja | 6:2 | Węgry | CAA Centre, Brampton |

| Szczegóły      | Szczegóły | Szczegóły       | Szczegóły                                   | Szczegóły                                                                                                  |
| -------------- | --- | --------------- | ------------------------------------------- | --- |
| Godzina: 11:00 | L. Ljungblom (EQ) 03:00 L. Ljungblom (EQ) 06:13 L. Ljungblom (PP) 13:08 L. Andersson (EQ) 14:58 L. Ljungblom (EQ) 24:44 H. Svensson (PP) 51:54 | (4:2, 1:0, 1:0) | 07:27 (EQ) M. Seregély 08:57 (PP) R. Dabasi | Widzów: 1337 Sędzia główny: Cianna Lieffers Anniina Nurmi Sędziowie liniowi: Erika Greenen Tiina Saarimäki |
| Godzina: 11:00 | 14 min. kar |                 | 6 min. kar                                  | Widzów: 1337 Sędzia główny: Cianna Lieffers Anniina Nurmi Sędziowie liniowi: Erika Greenen Tiina Saarimäki |

| 9 kwietnia 2023 | Finlandia | 4:2 | Szwecja | CAA Centre, Brampton |

| Szczegóły      | Szczegóły                                                                                       | Szczegóły       | Szczegóły                                   | Szczegóły                                                                                               |
| -------------- | ----------------------------------------------------------------------------------------------- | --------------- | ------------------------------------------- | --- |
| Godzina: 11:00 | V. Vainikka (EQ) 43:42 R. Savolainen (PP) 46:06 P. Nieminen (EQ) 47:51 R. Savolainen (PP) 58:34 | (0:0, 0:2, 4:0) | 21:08 (EQ) H. Thuvik 38:59 (PP) M. Jungåker | Widzów: 1919 Sędzia główny: Brandy Dewar Chelsea Rapin Sędziowie liniowi: Erika Greenen Kamila Smetková |
| Godzina: 11:00 | 4 min. kar                                                                                      |                 | 11 min. kar                                 | Widzów: 1919 Sędzia główny: Brandy Dewar Chelsea Rapin Sędziowie liniowi: Erika Greenen Kamila Smetková |

| 9 kwietnia 2023 | Niemcy | 3:0 | Francja | CAA Centre, Brampton |

| Szczegóły      | Szczegóły                                                                | Szczegóły       | Szczegóły   | Szczegóły                                                                                        |
| -------------- | ------------------------------------------------------------------------ | --------------- | ----------- | ------------------------------------------------------------------------------------------------ |
| Godzina: 19:00 | C. Haider (PP) 15:49 N. Eisenschmid (EQ) 20:28 K. Jobst-Smith (PP) 50:39 | (1:0, 1:0, 1:0) |             | Widzów: 1020 Sędzia główny: Kelly Cooke Shauna Neary Sędziowie liniowi: Zóra Gottlibet Erin Zach |
| Godzina: 19:00 | 10 min. kar                                                              |                 | 10 min. kar | Widzów: 1020 Sędzia główny: Kelly Cooke Shauna Neary Sędziowie liniowi: Zóra Gottlibet Erin Zach |

| 10 kwietnia 2023 | Węgry | 0:5 | Finlandia | CAA Centre, Brampton |

| Szczegóły      | Szczegóły  | Szczegóły       | Szczegóły | Szczegóły |
| -------------- | ---------- | --------------- | --- | --- |
| Godzina: 11:00 |            | (0:1, 0:3, 0:1) | 11:26 (EQ) N. Laitinen 22:12 (PP) J. Hiirikoski 36:15 (PP) J. Nylund 36:21 (EQ) E. Vesa 59:47 (EQ) R. Savolainen | Widzów: 1073 Sędzia główny: Tijana Haack Agnese Kārkliņa Sędziowie liniowi: Jennifer Cameron Magdalena Jonáková |
| Godzina: 11:00 | 8 min. kar |                 | 2 min. kar | Widzów: 1073 Sędzia główny: Tijana Haack Agnese Kārkliņa Sędziowie liniowi: Jennifer Cameron Magdalena Jonáková |

| 11 kwietnia 2023 | Węgry | 1:2 | Niemcy | CAA Centre, Brampton |

| Szczegóły      | Szczegóły            | Szczegóły       | Szczegóły                                    | Szczegóły                                                                                               |
| -------------- | -------------------- | --------------- | -------------------------------------------- | --- |
| Godzina: 11:00 | R. Dabasi (EQ) 20:49 | (0:2, 1:0, 0:0) | 10:34 (EQ) R. Hark 19:25 (EQ) N. Eisenschmid | Widzów: 1232 Sędzia główny: Shauna Neary Chelsea Rapin Sędziowie liniowi: Erika Greenen Kamila Smetková |
| Godzina: 11:00 | 2 min. kar           |                 | 6 min. kar                                   | Widzów: 1232 Sędzia główny: Shauna Neary Chelsea Rapin Sędziowie liniowi: Erika Greenen Kamila Smetková |

| 11 kwietnia 2023 | Szwecja | 8:2 | Francja | CAA Centre, Brampton |

| Szczegóły      | Szczegóły | Szczegóły       | Szczegóły                                     | Szczegóły                                                                                               |
| -------------- | --- | --------------- | --------------------------------------------- | --- |
| Godzina: 15:00 | H. Olsson (EQ) 06:49 S. Lundin (PP) 09:22 H. Olsson (EQ) 18:27 H. Olsson (PP) 26:02 L. Ljungblom (PP) 29:12 H. Olsson (EQ) 33:17 L. Ljungblom (EQ) 35:53 H. Svensson (PP) 45:38 | (3:0, 4:0, 1:2) | 48:43 (EQ) J. Barbirati 50:05 (PP) L. Baudrit | Widzów: 702 Sędzia główny: Agnese Kārkliņa Anniina Nurmi Sędziowie liniowi: Magdalena Jonáková Amy Lack |
| Godzina: 15:00 | 10 min. kar |                 | 14 min. kar                                   | Widzów: 702 Sędzia główny: Agnese Kārkliņa Anniina Nurmi Sędziowie liniowi: Magdalena Jonáková Amy Lack |

## Faza pucharowa
|  |                             |                   |                             |                             |   |                   |                             |                             |                             |                             |                   |       |       |
|  | Ćwierćfinały                | Ćwierćfinały      | Ćwierćfinały                |                             |   | Półfinały         | Półfinały                   | Półfinały                   |                             |                             | Finał             | Finał | Finał |
|  | Ćwierćfinały                | Ćwierćfinały      | Ćwierćfinały                |                             |   | Półfinały         | Półfinały                   | Półfinały                   |                             |                             | Finał             | Finał | Finał |
|  | 13 kwietnia 2023 – Brampton |                   |                             |                             |   |                   |                             |                             |                             |                             |                   |       |       |
|  |                             |                   |                             |                             |   |                   |                             |                             |                             |                             |                   |       |       |
|  | Kanada                      | Kanada            | 3 pd.                       |                             |   |                   |                             |                             |                             |                             |                   |       |       |
|  | Kanada                      | Kanada            | 3 pd.                       | 15 kwietnia 2023 – Brampton |   |                   |                             |                             |                             |                             |                   |       |       |
|  | Szwecja                     | Szwecja           | 2                           |                             |   |                   |                             |                             |                             |                             |                   |       |       |
|  | Szwecja                     | Szwecja           | 2                           |                             |   | Kanada            | Kanada                      | 5                           |                             |                             |                   |       |       |
|  | 13 kwietnia 2023 – Brampton |                   |                             |                             |   | Kanada            | Kanada                      | 5                           |                             |                             |                   |       |       |
|  |                             |                   | Szwajcaria                  | Szwajcaria                  | 1 |                   |                             |                             |                             |                             |                   |       |       |
|  | Szwajcaria                  | Szwajcaria        | Szwajcaria                  | Szwajcaria                  | 1 | 5                 |                             |                             |                             |                             |                   |       |       |
|  | Szwajcaria                  | Szwajcaria        |                             |                             |   | 5                 | 16 kwietnia 2023 – Brampton |                             |                             |                             |                   |       |       |
|  | Japonia                     | Japonia           | 1                           |                             |   |                   |                             |                             |                             |                             |                   |       |       |
|  | Japonia                     | Japonia           | 1                           |                             |   | Kanada            | Kanada                      | 3                           |                             |                             |                   |       |       |
|  | 13 kwietnia 2023 – Brampton |                   |                             |                             |   | Kanada            | Kanada                      | 3                           |                             |                             |                   |       |       |
|  |                             |                   | Stany Zjednoczone           | Stany Zjednoczone           | 6 |                   |                             |                             |                             |                             |                   |       |       |
|  | Stany Zjednoczone           | Stany Zjednoczone | Stany Zjednoczone           | Stany Zjednoczone           | 6 | 3                 |                             |                             |                             |                             |                   |       |       |
|  | Stany Zjednoczone           | Stany Zjednoczone | 15 kwietnia 2023 – Brampton |                             |   | 3                 |                             |                             |                             |                             |                   |       |       |
|  | Niemcy                      | Niemcy            | 0                           |                             |   |                   |                             |                             |                             |                             |                   |       |       |
|  | Niemcy                      | Niemcy            | 0                           |                             |   | Stany Zjednoczone | Stany Zjednoczone           | 9                           | Mecz o 3. miejsce           | Mecz o 3. miejsce           | Mecz o 3. miejsce |       |       |
|  | 13 kwietnia 2023 – Brampton |                   |                             |                             |   | Stany Zjednoczone | Stany Zjednoczone           | 9                           | Mecz o 3. miejsce           | Mecz o 3. miejsce           | Mecz o 3. miejsce |       |       |
|  |                             |                   | Czechy                      | Czechy                      | 1 |                   |                             | 16 kwietnia 2023 – Brampton | 16 kwietnia 2023 – Brampton | 16 kwietnia 2023 – Brampton |                   |       |       |
|  | Czechy                      | Czechy            | Czechy                      | Czechy                      | 1 | 2                 |                             | 16 kwietnia 2023 – Brampton | 16 kwietnia 2023 – Brampton | 16 kwietnia 2023 – Brampton |                   |       |       |
|  | Czechy                      | Czechy            |                             |                             |   |                   |                             | Czechy                      | Czechy                      | 3                           |                   |       |       |
|  | Finlandia                   | Finlandia         | 1                           |                             |   |                   |                             |                             | Czechy                      | 3                           |                   |       |       |
|  | Finlandia                   | Finlandia         | 1                           |                             |   |                   |                             | Szwajcaria                  | Szwajcaria                  | 2                           |                   |       |       |
|  |                             |                   |                             |                             |   |                   |                             |                             | Szwajcaria                  | 2                           |                   |       |       |

^ – zwycięstwo w dogrywce / rzutach karnych

### Ćwierćfinały
| 13 kwietnia 2023 | Czechy | 2:1 | Finlandia | CAA Centre, Brampton |

| Szczegóły      | Szczegóły                                    | Szczegóły       | Szczegóły              | Szczegóły                                                                                             |
| -------------- | -------------------------------------------- | --------------- | ---------------------- | --- |
| Godzina: 10:00 | N. Mlýnková (PP) 26:46 K. Mrázová (EQ) 27:35 | (0:1, 2:0, 0:0) | 15:18 (EQ) V. Vainikka | Widzów: 1034 Sędzia główny: Cianna Lieffers Chelsea Rapin Sędziowie liniowi: Anna Hammar Justine Todd |
| Godzina: 10:00 | 10 min. kar                                  |                 | 8 min. kar             | Widzów: 1034 Sędzia główny: Cianna Lieffers Chelsea Rapin Sędziowie liniowi: Anna Hammar Justine Todd |

| 13 kwietnia 2023 | Stany Zjednoczone | 3:0 | Niemcy | CAA Centre, Brampton |

| Szczegóły      | Szczegóły                                                     | Szczegóły       | Szczegóły  | Szczegóły |
| -------------- | ------------------------------------------------------------- | --------------- | ---------- | --- |
| Godzina: 13:30 | A. Kessel (PP) 19:05 H. Bilka (PP) 32:39 A. Murphy (SH) 47:56 | (1:0, 1:0, 1:0) |            | Widzów: 1375 Sędzia główny: Elizabeth Mantha Shauna Neary Sędziowie liniowi: Jessica Chartrand Zóra Gottlibet |
| Godzina: 13:30 | 10 min. kar                                                   |                 | 6 min. kar | Widzów: 1375 Sędzia główny: Elizabeth Mantha Shauna Neary Sędziowie liniowi: Jessica Chartrand Zóra Gottlibet |

| 13 kwietnia 2023 | Kanada | 3:2 pd. | Szwecja | CAA Centre, Brampton |

| Szczegóły      | Szczegóły                                                      | Szczegóły            | Szczegóły                                         | Szczegóły                                                                                                |
| -------------- | -------------------------------------------------------------- | -------------------- | ------------------------------------------------- | --- |
| Godzina: 17:00 | B. Turnbull (EQ) 08:20 S. Nurse (PP) 33:01 S. Nurse (EQ) 64:26 | (1:0, 1:1, 0:1, 1:0) | 38:37 (PP) L. Ljungblom 59:50 (EQ/EA) H. Svensson | Widzów: 4019 Sędzia główny: Tijana Haack Amanda Tassoni Sędziowie liniowi: Erika Greenen Kamila Smetková |
| Godzina: 17:00 | 8 min. kar                                                     |                      | 8 min. kar                                        | Widzów: 4019 Sędzia główny: Tijana Haack Amanda Tassoni Sędziowie liniowi: Erika Greenen Kamila Smetková |

| 13 kwietnia 2023 | Szwajcaria | 5:1 | Japonia | CAA Centre, Brampton |

| Szczegóły      | Szczegóły                                                                                                   | Szczegóły       | Szczegóły          | Szczegóły                                                                                                |
| -------------- | --- | --------------- | ------------------ | --- |
| Godzina: 20:30 | L. Christen (PP) 18:22 A. Müller (EQ) 20:29 L. Stalder (EQ) 24:26 R. Enzler (EQ) 26:10 R. Enzler (PP) 48:29 | (1:1, 3:0, 1:0) | 08:17 (EQ) H. Toko | Widzów: 1344 Sędzia główny: Julia Kainberger Anniina Nurmi Sędziowie liniowi: Jennifer Cameron Erin Zach |
| Godzina: 20:30 | 4 min. kar                                                                                                  |                 | 10 min. kar        | Widzów: 1344 Sędzia główny: Julia Kainberger Anniina Nurmi Sędziowie liniowi: Jennifer Cameron Erin Zach |

### Mecze o miejsca 5-8
| 14 kwietnia 2023 | Finlandia | 8:2 | Niemcy | CAA Centre, Brampton |

| Szczegóły      | Szczegóły | Szczegóły       | Szczegóły                                       | Szczegóły                                                                                                 |
| -------------- | --- | --------------- | ----------------------------------------------- | --- |
| Godzina: 15:00 | J. Nylund (EQ) 10:33 P. Nieminen (PP) 20:35 P. Nieminen (PP) 25:31 P. Nieminen (EQ/EA) 28:50 J. Liikala (PP) 45:11 J. Hiirikoski (EQ) 48:17 E. Vesa (EQ) 49:19 N. Laitinen (PP) 59:45 | (1:1, 3:1, 4:0) | 10:17 (PP) S. Weidenfelder 21:49 (EQ) T. Wagner | Widzów: 679 Sędzia główny: Kelly Cooke Brandy Dewar Sędziowie liniowi: Magdalena Jonáková Tiina Saarimäki |
| Godzina: 15:00 | 6 min. kar |                 | 8 min. kar                                      | Widzów: 679 Sędzia główny: Kelly Cooke Brandy Dewar Sędziowie liniowi: Magdalena Jonáková Tiina Saarimäki |

| 14 kwietnia 2023 | Japonia | 0:1 | Szwecja | CAA Centre, Brampton |

| Szczegóły      | Szczegóły  | Szczegóły       | Szczegóły             | Szczegóły                                                                                                   |
| -------------- | ---------- | --------------- | --------------------- | --- |
| Godzina: 19:00 |            | (0:1, 0:0, 0:0) | 09:06 (EQ) J. Bouveng | Widzów: 976 Sędzia główny: Samantha Hiller Agnese Kārkliņa Sędziowie liniowi: Sarah Buckner Kamila Smetková |
| Godzina: 19:00 | 6 min. kar |                 | 12 min. kar           | Widzów: 976 Sędzia główny: Samantha Hiller Agnese Kārkliņa Sędziowie liniowi: Sarah Buckner Kamila Smetková |

### Półfinały
| 15 kwietnia 2023 | Stany Zjednoczone | 9:1 | Czechy | CAA Centre, Brampton |

| Szczegóły      | Szczegóły | Szczegóły       | Szczegóły                  | Szczegóły                                                                                              |
| -------------- | --- | --------------- | -------------------------- | --- |
| Godzina: 12:00 | A. Kessel (PP) 11:30 H. Knight (EQ) 24:22 H. Knight (PP) 25:57 A. Murphy (EQ) 28:13 A. Roque (PP) 35:00 A. Kessel (EQ) 38:19 T. Janecke (EQ) 42:50 T. Janecke (PP) 47:11 C. Harvey (EQ) 54:08 | (1:0, 5:1, 3:0) | 31:31 (EQ) A. Šapovalivová | Widzów: 2663 Sędzia główny: Kelly Cooke Cianna Lieffers Sędziowie liniowi: Anna Hammar Tiina Saarimäki |
| Godzina: 12:00 | 6 min. kar |                 | 10 min. kar                | Widzów: 2663 Sędzia główny: Kelly Cooke Cianna Lieffers Sędziowie liniowi: Anna Hammar Tiina Saarimäki |

| 15 kwietnia 2023 | Kanada | 5:1 | Szwajcaria | CAA Centre, Brampton |

| Szczegóły      | Szczegóły | Szczegóły       | Szczegóły             | Szczegóły |
| -------------- | --- | --------------- | --------------------- | --- |
| Godzina: 16:00 | S. Fillier (EQ) 31:06 S. Fillier (EQ) 37:04 J. L. Rattray (PP) 43:48 S. Fillier (EQ) 55:04 R. Johnston (EQ) 59:59 | (0:0, 2:0, 3:1) | 57:56 (PP2) A. Müller | Widzów: 4235 Sędzia główny: Samantha Hiller Chelsea Rapin Sędziowie liniowi: Jennifer Cameron Jessica Chartrand |
| Godzina: 16:00 | 10 min. kar |                 | 27 min. kar           | Widzów: 4235 Sędzia główny: Samantha Hiller Chelsea Rapin Sędziowie liniowi: Jennifer Cameron Jessica Chartrand |

### Mecz o piąte miejsce
| 16 kwietnia 2023 | Finlandia | 3:1 | Szwecja | CAA Centre, Brampton |

| Szczegóły      | Szczegóły                                                          | Szczegóły       | Szczegóły              | Szczegóły                                                                                             |
| -------------- | ------------------------------------------------------------------ | --------------- | ---------------------- | --- |
| Godzina: 09:00 | J. Hiirikoski (PP) 10:12 K. Yrjänen (EQ) 26:48 N. Tulus (PP) 57:10 | (1:1, 1:0, 1:0) | 00:48 (EQ) A. Kjellbin | Widzów: 956 Sędzia główny: Kelly Cooke Cianna Lieffers Sędziowie liniowi: Anna Hammar Tiina Saarimäki |
| Godzina: 09:00 | 4 min. kar                                                         |                 | 14 min. kar            | Widzów: 956 Sędzia główny: Kelly Cooke Cianna Lieffers Sędziowie liniowi: Anna Hammar Tiina Saarimäki |

### Mecz o trzecie miejsce
| 16 kwietnia 2023 | Czechy | 3:2 | Szwajcaria | CAA Centre, Brampton |

| Szczegóły      | Szczegóły                                                          | Szczegóły       | Szczegóły                                   | Szczegóły |
| -------------- | ------------------------------------------------------------------ | --------------- | ------------------------------------------- | --- |
| Godzina: 15:00 | D. Křížová (EQ) 11:46 M. Pejzlová (EQ) 14:31 D. Křížová (EQ) 37:16 | (2:1, 1:1, 0:0) | 11:15 (PP) L. Stalder 28:09 (EQ) L. M. Lutz | Widzów: 2162 Sędzia główny: Samantha Hiller Chelsea Rapin Sędziowie liniowi: Jennifer Cameron Jessica Chartrand |
| Godzina: 15:00 | 12 min. kar                                                        |                 | 16 min. kar                                 | Widzów: 2162 Sędzia główny: Samantha Hiller Chelsea Rapin Sędziowie liniowi: Jennifer Cameron Jessica Chartrand |

### Finał
| 16 kwietnia 2023 | Kanada | 3:6 | Stany Zjednoczone | CAA Centre, Brampton |

| Szczegóły      | Szczegóły                                                          | Szczegóły       | Szczegóły | Szczegóły                                                                                                 |
| -------------- | ------------------------------------------------------------------ | --------------- | --- | --- |
| Godzina: 19:00 | M.-P. Poulin (PP2) 06:23 B. Jenner (EQ) 25:03 B. Jenner (EQ) 29:39 | (1:1, 2:1, 0:4) | 18:01 (EQ) A. Murphy 28:30 (EQ) H. Knight 45:40 (EQ) C. Harvey 56:50 (PP2) H. Knight 57:17 (PP) H. Knight 58:02 (EQ/ENG) Barnes | Widzów: 4635 Sędzia główny: Elizabeth Mantha Amanda Tassoni Sędziowie liniowi: Sarah Buckner Justine Todd |
| Godzina: 19:00 | 8 min. kar                                                         |                 | 10 min. kar | Widzów: 4635 Sędzia główny: Elizabeth Mantha Amanda Tassoni Sędziowie liniowi: Sarah Buckner Justine Todd |

## Statystyki indywidualne
- Klasyfikacja strzelców:  Hilary Knight: 8 goli[3]
- Klasyfikacja asystentów:  Taylor Heise: 11 asyst[4]
- Klasyfikacja kanadyjska:  Caroline Harvey: 14 punktów[5]
- Klasyfikacja kanadyjska obrońców:  Caroline Harvey: 14 punktów[6]
- Klasyfikacja +/−:  Caroline Harvey: +14[7]
- Klasyfikacja skuteczności interwencji bramkarzy:  Sanni Ahola: 95,65%[8]
- Klasyfikacja średniej goli straconych na mecz bramkarzy:  Sanni Ahola: 0,67[8]
- Klasyfikacja minut kar:  Lara Stalder: 35 minut[9]

## Wyróżnienia indywidualne
- Najlepsi zawodnicy wybrani przez dyrektoriat turnieju[10]:
  - Najlepszy bramkarz:  Ann-Renée Desbiens
  - Najlepszy obrońca:  Caroline Harvey
  - Najlepszy napastnik:  Sarah Fillier

- Skład Gwiazd wybrany w głosowaniu dziennikarzy[11]:
  - Bramkarz:  Emma Söderberg
  - Obrońcy:  Caroline Harvey,  Renata Fast
  - Napastnicy:  Petra Nieminen,  Sarah Fillier,  Marie-Philip Poulin
  - Najbardziej Wartościowy Gracz (MVP):  Sarah Fillier

## Klasyfikacja końcowa
| Msc. | Reprezentacja     |
| ---- | ----------------- |
|      | Stany Zjednoczone |
|      | Kanada            |
|      | Czechy            |
| 4    | Szwajcaria        |
| 5    | Finlandia         |
| 6    | Szwecja           |
| 7    | Japonia           |
| 8    | Niemcy            |
| 9    | Węgry             |
| 10   | Francja           |

| Spadek do I Dywizji Grupy A w 2024: | Węgry Francja |
| Awans do turnieju MŚ Elity w 2024:  | Chiny Dania   |